# Cabasse
Cabasse (occitanska: Cabassa) är en kommun i departementet Var i regionen Provence-Alpes-Côte d'Azur i sydöstra Frankrike. Kommunen ligger i kantonen Besse-sur-Issole som tillhör arrondissementet Brignoles. År 2022 hade Cabasse 1 985 invånare.

## Befolkningsutveckling
Antalet invånare i kommunen Cabasse
| Referens: INSEE |